# Great Moulton
Great Moulton is een civil parish in het bestuurlijke gebied South Norfolk, in het Engelse graafschap Norfolk met 751 inwoners.